# Kärleksflugan
Kärleksflugan (italienska: Dramma della gelosia (tutti i particolari in cronaca)) är en italiensk-spansk dramakomedi från 1970 i regi av Ettore Scola.

## Rollista i urval
- Marcello Mastroianni - Oreste
- Monica Vitti - Adelaide
- Giancarlo Giannini - Nello
- Manuel Zarzo - Ugo
- Marisa Merlini - Silvana
- Hércules Cortés - Ambleto di Meo
- Josefina Serratosa - Antonia